# 샤를 7세
샤를 7세(프랑스어: Charles Ⅶ, 1403년 2월 22일 ~ 1461년 7월 22일, 재위: 1422년 ~ 1461년)는 백년 전쟁을 승리로 이끈 프랑스 발루아 왕가의 5번째 왕이다. 잔다르크의 도움과 유럽 최초로 양성한 상비군을 바탕으로 잉글랜드를 물리칠 수 있었다. 전후복구 사업과 더불어 귀족세력을 누르고 왕권강화와 중앙집권 확립을 위해 노력하여 많은 성과를 거두었다.
초년에 왕세자(도팽)로서 입지가 불안했고 전세  역시 불리했으나 전쟁을 승리로 이끄는데 성공했다. 잔다르크와의 갈등속에 적에게 생포된 잔다르크의 처리에 미온적인 태로를 취했으나 그녀의 사후에 명예회복 사업을 펼쳤다. 아들 루이(훗날 루이 11세)와의 갈등으로 말년이 평탄치 못했으나 상비군과 관료제 확립을 통하여 프랑스를 통합된 근대적인 영토 주권 국가로 발전시켰다.

## 생애

### 즉위과정
영국과의 백년전쟁이 계속되던 당시 샤를은 오를레앙에 머무르며 잉글랜드군과 대치중이었다. 그러나 그는 아직 정식 국왕이 아니었다. 백년전쟁 기간 동안 특히 샤를이 치세했던 시대에는 가장 치열했던 전쟁의 시기로 쉽게 즉위식을 거행하지 못할 정도로 혼란스러운 시기였다. 게다가 다른 지방의 영주들 또한 잉글랜드와의 대치중으로 쉽게 구원군을 보내지도 못하는 상황이었으며 누구도 병력을 보낼 엄두를 낼 수 없었다.
그때 한 신하로부터 프랑스를 구할 성녀가 왔다고 전해듣는다. 그녀가 바로 잔 다르크다. 그러나 의심이 많았던 샤를은 정말로 성녀인지 시험하기 위해 하인 1명을 자신의 옷을 입게하고 자신은 그 하인의 옷을 입어 구석에 숨는다. 그러나 잔 다르크는 알현이 시작되자마자 왕의 복장을 한 하인을 쳐다도 보지 않고 자신에게 다가와 파리로 돌아가 정식으로 왕으로 즉위하라는 계시를 성녀 마리아로부터 받았다는 말을 듣게된다. 그때부터 샤를은 잔 다르크가 조국을 구원해줄 성녀라는 말을 비로소 믿게 된다.
알현이 끝난 직후 샤를은 잔 다르크에게 명하여 지방에 있는 영주로부터 오를레앙을 구원해줄 군사를 이끌고 오라는 명령을 내린뒤 자신은 오를레앙 사수에 전력을 다한다. 그러나 당시 프랑스군은 사정이 말이 아니었다. 오랜 싸움으로 인해 무기가 망가졌으며 활도 모두 떨어진 상태였다. 설상 가상으로 예상보다 빠른 시간에 오를레앙이 포위되어 잉글랜드군에게 함락되어 포로가 될 위기해 처해 있었다.
그때 잔다르크가 각 지방 영주들로부터 구원군을 받아 그녀가 이끄는 프랑스군이 나타나 추격하는 잉글랜드 군사를 물리쳐 샤를을 구출하는 데 성공한다. 그리고 잔 다르크가 오를레앙을 재탈환하고 프랑스군 사기가 하늘을 찌르자 그때서야 프랑스 왕으로 정식 즉위한다. 말하자면 샤를은 잔 다르크의 도움이 있었기에 왕위에 오를 수 있었다.

### 잔 다르크와의 갈등
왕위에 오른 샤를 7세는 곧바로 잔 다르크로 하여금 오를레앙 사수와 동시에 지금까지 잉글랜드군에게 빼앗겼던 영토를 다시 탈환하라는 명령을 내린다. 잔 다르크는 승승장구하여 수차례에 걸친 전투에서 승리를 가져와 프랑스군의 사기가 하늘을 찔렀다. 잉글랜드와의 전쟁에서 승리하면서 전세가 자신에게 기울었다고 판단한 샤를 7세는 잉글랜드와의 평화협정에 몰두하고자 했다. 그런데 여기서 문제가 발생한다. 잔 다르크는 샤를 7세의 의견을 끝까지 반대하여 잉글랜드가 항복할 때까지 싸워야 한다고 주장한 것이다. 샤를은 강경한 태도를 취한 그녀를 점점 걸리적 거리는 존재로 여겨지게 되고 심지어 잔 다르크가 자신이 지시를 내린 적도 없었음에도 적진을 공격하는 행동이 계속되어 협정에 찬물을 끼얹자 그녀에 대한 분노가 점점 커진다. 사실 그는 전쟁을 수차례 치르며 싸움을 싫어하는 평화주의자가 되어 있었던 것이다.
그러던 중 잔 다르크의 생사가 걸리는 사건이 발생했다 1430년 오를레앙이 잉글랜드군에게 함락된 것이다. 게다가 오를레앙을 지키던 잔 다르크도 포로가 되고 잉글랜드는 이를 이용하여 샤를 7세에게 몸값을 요구하였으나 지금까지 자신에게 많은 승리를 안겨준 잔 다르크를 매정하게도 몸값이 너무 비싸다는 이유로 그녀를 매몰차게 버린다. 자신과의 생각과 입장이 전혀 반대인 강경입장을 취하고 있는 그녀가 잉글랜드군에 잡혀 포로가 되자 기다렸다는 듯이 매몰차게 버렸던 것이다. 결국 잔 다르크는 잉글랜드에서 마녀라는 혐의를 받아 1431년 5월 화형을 당하게 된다.

### 종전
이후 샤를7세는 잔 다르크가 화형을 당했다는 소식을 듣고 과거 그녀가 말했던 잉글랜드에 대한 강경한 입장을 받아들였는지 영국과의 전투를 계속 속행하며 크레시 전투, 칼레 전투, 푸아티에 전투에 승리하여 빼앗겼던 영토를 되찾는 한편 잉글랜드군이 수세에 몰리고 영토 대다수가 회복이 되어 전세가 자신에게 유리하다고 판단하자 그는 평화협정을 맺는데 전력을 기울인다. 그리고 마침내 1456년 잉글랜드와 평화협정을 맺고 백년전쟁을 종식시킨다. 프랑스인들 사이에서는 샤를 7세를 승리왕이라고 부르고 있다.

### 말년
전쟁이 끝난뒤 샤를 7세는 전쟁으로 폐허가 된 도시를 복구하는 데 힘을 기울인다. 몇몇 귀족들이 전쟁을 빌미로 반란을 일으켜 위기를 겪기도 했으나 이를 진압하여 왕권강화에 전력을 다한다. 그러나 그는 전쟁이 끝난뒤 5년 뒤인 1461년에 생을 마감한다. 오랜 전쟁과 복구사업에 힘을 기울인 나머지 몸이 쇠약해진 것이다.

## 잔다르크 명예회복 사업

### 재심의 정치적 의도
잔 다르크의 도움을 통해 전세를 역전시키고 즉위할 수 있었던 샤를 7세는 종전후 잔 다르크의 명예회복 사업을 진행했다. 잔 다르크가 계속해서 마녀로 남아 있을 경우에 샤를 7세의 정통성에 큰 문제가 되기 때문에 정치적인 판단에 의해 진행된 사업이었다. 지난시절 잔 다르크에 대해 행해졌던 종교재판은 교황청의 공식적인 승인하에 진행되었기 때문에, 샤를 7세는 교회가 마녀로 규정한 악마와 동맹을 맺고 그의 도움으로 즉위한 왕이 될 수 밖에 없었다. 따라서 샤를 7세는 잔 다르크를 복권시킴과 동시에 다시 한 번 프랑스 왕위에 대한 자신의 정통성과 명분을 바로 세우고자 하였다. 잉글랜드는 잔 다르크가 이단으로 화형된 후 이를 명분으로 샤를 7세의 정통성을 문제삼으며 1431년 12월에 파리 노트르담 성당에서 잉글랜드 헨리 6세의 대관식을 거행한 적이 있었다. 이를 의식한 샤를 7세는 향후 잉글랜드에서 제기할 수 있는 정통성 시비에 대비한 예비조치가 필요한 상황이었다. 
그러나 교황청은 샤를 7세의 재심요구를 받아들일수 없었다. 잉글랜드가 십자군 전쟁에 적극적으로 참전하여 많은 공을 세웠기 때문이기도 하고 과거에 교회가 내렸던 결정을 다시 뒤집어야 했기에 교황청의 입장은 난처했다. 곤경에 빠진 샤를 7세는 잔 다르크의 어머니로 하여금 교황에게 편지를 쓰도록 하여 사안을 비정치화하는 외교적인 해결책을 강구하였다. 또한 과거의 종교재판 그 자체를 문제 삼는 것이 아니라 재판장 코숑 주교, 종교 재판소의 대표 장르메트르, 종교 전문가 장 에스티베등 잔 다르크를 재판했던 판사들을 고발하는 형식을 취하여 재심 진행을 관철시켰다.

### 재심과 명예회복
잔 다르크에 대한 재심은 전쟁이 끝난 후에 열렸다. 교황 갈리스토 3세는 대심문관 장 브레알과 잔 다르크의 어머니의 요청을 받아들여 잔 다르크의 혐의에 대한 재조사 및 종교재판을 실시한다고 포고하였다. 재심의 목적은 잔 다르크에게 내려진 판결의 정당성 여부에 대한 조사였다. 조사는 1452년 시작되었으며, 기욤 부유 신부가 조사관을 맡았다. 공식적인 항소는 1455년 11월에 제출되었다.
항소에는 유럽 전역의 성직자가 대거 참여하였으며, 교회법에 따른 표준 법정 절차가 준수되었다. 신학자로 전원 구성된 배심원들은 115명의 증인들의 증언 및 증거자료들을 비교 분석하였다. 대심문관 브레알은 1456년 6월 마지막 보고서를 작성하였다. 이 보고서에 그는 잔 다르크를 순교자로 선언하고, 피에르 코숑 주교에 대해서는 세속적인 이유 때문에 무죄한 여인을 죄인으로 몰아간 이유를 들어 이단자라고 선언하였다. 1456년 7월 7일 항소심에서 잔 다르크의 모든 혐의에 대해서 무죄라는 최종 판결이 내려졌다.

## 가족 관계
1422년 명목상 시칠리아의 왕인 앙주 공작 루이 2세(Louis II d'Anjou)와 명목상 아라곤의 여왕인 아라곤의 욜란다(Yolande d'Aragon)의 딸인 앙주의 마리(Marie d'Anjou)와 결혼하여 슬하에 5남 9녀를 두었다.
| 사진 | 이름       | 생일             | 사망                   | 기타                                                 |
| ---- | ---------- | ---------------- | ---------------------- | ---------------------------------------------------- |
|      | 루이 11세  | 1423년 7월 3일   | 1483년 8월 30일 (60세) | 후임 프랑스 국왕                                     |
|      | 장         | 1426년 9월 19일  | 1426년 9월 19일        | 요절                                                 |
|      | 라드공드   | 1428년 8월 29일  | 1444년 3월 19일 (15세) | 오스트리아 대공 지기스문트와 약혼했으나 결혼 전 사망 |
|      | 카트린     | 1431년           | 1446년 9월 13일        | 부르고뉴 공작 샤를 1세와 결혼                        |
|      | 자크       | 1432년           | 1437년 3월 2일 (5세)   | 요절                                                 |
|      | 욜랑드     | 1434년 9월 23일  | 1478년 8월 23일 (43세) | 사보이아 공작 아메데오 9세와 결혼 슬하 6남 4녀       |
|      | 잔         | 1435년 5월 4일   | 1482년                 | 부르봉 공작 장 2세와 결혼                            |
|      | 필리프     | 1436년 2월 4일   | 1436년 6월 11일        | 요절                                                 |
|      | 마르그리트 | 1437년 5월       | 1438년 7월 24일 (1세)  | 요절                                                 |
|      | 잔         | 1438년 9월 7일   | 1446년 12월 26일 (8세) | 마리와 쌍둥이 자매 요절                              |
|      | 마리       | 1438년 9월 7일   | 1439년 2월 14일        | 잔과 쌍둥이 자매 요절                                |
|      | 이자벨     | 1441년           |                        | 요절                                                 |
|      | 마들렌     | 1443년 12월 1일  | 1495년 1월 21일 (51세) | 비아나 공 가스통 드 푸아와 결혼 슬하 1남 1녀         |
|      | 샤를       | 1446년 12월 26일 | 1472년 5월 24일 (25세) | 베리 공작                                            |

그리고 샤를 7세는 2명의 정부가 있었는데 그 중 아녜스 소렐은 프랑스에서 처음으로 국왕의 공식적인 정부인 메트리상티트르가 되었다. 아녜스 소렐이 사망한 후 사촌인 앙투아네트 드 마젤레가 뒤이어 정부가 되었다. 아녜스 소렐과의 사이에서 4명의 사생아를 두었고 모두 왕실 자손으로 인정하였다.
- 아녜스 소렐(Agnès Sorel, 1422년 ~ 1450년)
  - 타이르부르 백작부인 마리(Marie Marguerite de Valois, 1444년 ~ 1473년)
  - 몰레브리에 백작부인 샤를로트(Charlotte de Valois, 1446년 ~ 1477년)
  - 잔(Jeanne de Valois, 1448년 ~ 1467년)
  - 딸(1450년 요절)
- 앙투아네트 드 마젤레(Antoinette de Maignelais, 1434년 ~1474년)

## 참고 자료
- 이 문서에는 다음커뮤니케이션(현 카카오)에서 GFDL 또는 CC-SA 라이선스로 배포한 글로벌 세계대백과사전의 내용을 기초로 작성된 글이 포함되어 있습니다.